# Toki Tori
Toki Tori es un videojuego de rompecabezas con elementos de plataformas, lanzado por Capcom en septiembre de 2001 para Game Boy Color. 
Fue desarrollado por la empresa holandesa Two Tribes y es su primer videojuego publicado. El juego sigue a un pollito, Toki Tori, en su búsqueda para rescatar a sus hermanos menores, que aún están en sus huevos. Para progresar en el juego, el jugador debe recoger cada huevo en un nivel usando una cantidad determinada de herramientas, que se van introduciendo a medida que el jugador avanza a través de los cuatro mundos.
Toki Tori se lanzó más tarde para Windows Mobile y se lanzó un remake mejorado para Wii a través de WiiWare. En el verano de 2009, Chillingo publicó otra nueva versión mejorada del juego para iOS. En 2010, Two Tribes lanzó una nueva versión para Windows en Steam. En enero de 2012 se lanzó una versión sin DRM del juego como parte de Humble Bundle para Android, produciéndose un lanzamiento simultáneo en OS X, Linux y Android. La versión original del juego se relanzó en la Nintendo eShop de Nintendo 3DS como un título de la consola virtual el 31 de agosto de 2012, y se lanzó una nueva versión en HD del juego para la Nintendo eShop de Wii U el 7 de noviembre de 2013.  El 5 de noviembre de 2015 se lanzó una versión actualizada de Toki Tori en la eShop de Nintendo 3DS. La versión más reciente fue lanzada el 30 de marzo de 2018 en la eShop de Nintendo Switch.

## Historia
La historia comienza en un gallinero con muchos huevos sin eclosionar. De repente, los huevos son arrastrados, excepto uno que casualmente se cae del gallinero y eclosiona. Del huevo sale la gallina, Toki Tori, quien observa cómo sus hermanos y hermanas vuelan hacia un castillo de aspecto aterrador. Entonces, decide emprender una aventura y rescatar al resto de su familia por nacer.
En la cinemática inicial, Toki Tori está en un acantilado con vista a un castillo y rodeado por un bosque. Comienza su búsqueda en este bosque, que termina cuando ingresa al castillo. En este castillo, Toki Tori descubre que tiene habilidades especiales que lo ayudan a localizar los huevos, como el teletransporte y la construcción de puentes. También descubre en el castillo que sus poderes probablemente fueron la razón del secuestro de los huevos. Al terminar el mundo del castillo, Toki Tori cae por una trampilla donde aterriza en las alcantarillas, infestadas de babosas. Cuando termina de reunir a sus hermanos de este mundo, un fuerte torrente de agua lo arrastra y lo envía a Bubble Barrage, la última área del juego. Después de atravesar este mundo submarino, Toki Tori regresa a casa con sus hermanos y hermanas.

## Recepción
Toki Tori fue uno de los últimos juegos lanzados para Game Boy Color. Algunos críticos han atribuido el interés en torno a la recién lanzada Game Boy Advance, junto al hecho de que Toki Tori era un nombre nuevo en la industria, como la razón por la que fue ignorado por el público en su lanzamiento. 
Las críticas fueron en general positivas por parte de los críticos, siendo vistas como un juego más para la ya moribunda videoconsola Game Boy Color. Un escritor de GamePro comentó cómo sus desafiantes acertijos lo convertían en un juego divertido.  Un crítico de Game Informer lo llamó "título a considerar en el mar de plataformas de Game Boy Color".  Además de los acertijos, los críticos también elogiaron los gráficos diciendo que el juego "encaja perfectamente en Game Boy Advance, luciendo más parecido a un juego nativo de GBA que a cualquier título de Game Boy Color jamás haya existido". 
Las críticas para el lanzamiento del juego para WiiWare también fueron positivas, con IGN dándole al juego un 8/10, diciendo que la jugabilidad se mantiene extremadamente bien, y que la presentación es significativamente mejor que la del lanzamiento original de Game Boy Color.  N-Europe elogió mucho el título, dándole un 9/10 y comentando que "rezumaba encanto y estaba unido con amor".  La versión de WiiWare fue nominada a múltiples premios específicos de Wii por IGN en sus premios de videojuegos de 2008, incluidos Mejor juego de WiiWare  y Mejor juego de rompecabezas. 

## Secuela
En 2013 se lanzó una secuela, Toki Tori 2 .